# (3516) Rusheva
(3516) Rusheva (1982 UH7) – planetoida z pasa głównego asteroid okrążająca Słońce w ciągu 4,9 lat w średniej odległości 2,88 j.a. Odkryła ją Ludmiła Karaczkina 21 października 1982 roku.